# Oasen
Oasen is een drinkwaterbedrijf in de Nederlandse provincie Zuid-Holland. Het bedrijf produceert drinkwater voor ongeveer 800.000 mensen en 7500 bedrijven in het oostelijk deel van provincie Zuid-Holland en zuidwestelijk deel van de provincie Utrecht en beheert daar ook het waterleidingnet. Het hoofdkantoor staat in Gouda, maar de zeven zuiveringstations, negen pompstations en winvelden liggen verspreid door het voorzieningsgebied. Het voorzieningsgebied heeft een oppervlakte van 1115 km². Per jaar levert het bedrijf zo'n 48 miljoen m³ water. De naam Oasen betekent vrij vertaald brenger van leven.

## Historie
In de 19e eeuw was Gouda zeer zwaar vervuild. Omdat de volksgezondheid ernstig in gevaar kwam, mede door uitbraak van cholera, besloot de gemeente om in 1883 de Goudse Waterleidingmaatschappij op te richten. Vanaf 3 december dat jaar werd er drinkwater geproduceerd en geleverd op 165 aansluitingen.
In 1990 gingen De Goudse Waterleidingmaatschappij en Waterleidingbedrijf "de Rijnstreek" samen verder onder de nieuwe naam Waterleidingbedrijf Zuid-Holland Oost (WZHO). Eind jaren 90 leek het erop dat nutsbedrijven geprivatiseerd zouden worden, waarop een nieuwe fusiegolf onder drinkwaterbedrijven volgde. In 2001 fuseerde WZHO met twee andere drinkwaterbedrijven tot een coöperatie, genaamd Hydron. WZHO ging daarin verder onder de naam Hydron Zuid-Holland. Hydron oriënteerde zich op nieuwe markten, producten en diensten. Hydron Zuid-Holland wilde zich als maatschappelijk bedrijf niet bezighouden met commerciële activiteiten en besloot uit de coöperatie te stappen. Dit gebeurde eind 2004. Op 1 december 2005 werd Hydron Zuid-Holland omgedoopt tot Oasen.